# Duklyon
Duklyon (jap. 学園特警デュカリオン Gakuen tokkei Dyukarion) – manga stworzona przez grupę Clamp.

## Fabuła
Historia opowiada o dwóch nastolatkach Kentarou Higashikunimaru i Takeshi Shukaido z Clamp School, którzy gdy przyjdzie potrzeba wskakują w opancerzone wdzianka i stają się superbohaterami walczącymi z potworami. Kieruje nimi Eri Chusonji, ich przywódczyni i zwiadowca, która ma niepohamowane tendencje do rozdawania wkoło uderzeń drewnianym młotkiem po głowach niesfornych podwładnych. Innym dodatkiem humorystycznym jest sytuacja głównego złego serii, który zakochuje się w Eri. Jest to typowa parodia przeciętnych superherosów, którzy występują w mangach dla chłopców.

### Crossover
- Podobnie jak Clamp Gakuen tanteidan, 20 mensō ni onegai!! i X/1999 historia ma miejsce na terenie szkoły Clamp.
- Kentarou, Takeshi i Eri wszyscy pojawiają się w jednym z rozdziałów mangi Tsubasa Reservoir Chronicle
- Pojawiają się także w specjalnym odcinku anime Clamp Gakuen tanteidan i w klipie Clamp in Wonderland.

## Manga
Manga została wydana w dwóch tomach przez Kadokawa Shoten kolejno 20 lutego 1992 i 13 kwietnia 1993. Mangę wydano ponownie w marcu 2001 roku w dwóch tomach.
30 sierpnia 2024 wydanie mangi w jednym tomie zbiorczym zapowiedziało wydawnictwo Japonica Polonica Fantastica.